# ジョージ・V・ハンセン
ジョージ・バーノン・ハンセン（George Vernon Hansen, 1930年9月14日 – 2014年8月14日）は、アメリカ合衆国アイダホ州出身の政治家（共和党）。アラメダ市長(1961年-1962年)、ポカテッロ市長(1962年-1965年)を歴任した後、アイダホ州第2選挙区選出の米国下院議員として通算14年間（1965年-1969年,1975年-1985年）の任期を務めた。
共和党保守系として、リンドン・ジョンソンやジミー・カーターといった民主党系大統領の経済・福祉政策に反発していた。1979年のイランアメリカ大使館人質事件では独自の人質交渉を行おうとして失敗した。また、金銭関係の問題で何度か有罪判決を受けており、2度の懲役を経験している（うち1度は後に無罪判決を受けた）。

## 生涯
ハンセンは1930年9月14日にアイダホ州テトニアで生まれた。1956年、リックスカレッジ（現在のブリガムヤング大学）を卒業後、アイダホ大学に進学。1951年から1954年までアメリカ空軍で従軍し、アメリカ陸軍語学学校を卒業した。その後、1964年から1970年までは海軍予備役軍の将校として務めていた。空軍退役後は公立学校の教員や生命保険のセールスマンとして働いていたが、1961年にアラメダ市長に就任し、ポカテッロとの合併を推し進めた。1962年の合併後はポカテッロ市長も務めている。

### 連邦議員
1962年、上院議員選挙に出馬したものの予備選で敗れた。1964年にはアイダホ州第2選挙区から下院議員選挙に出馬した。ハンセンは、同年の大統領選挙に出馬したリンドン・ジョンソンの公民権政策や社会福祉政策を批判したことで、保守層からの支持を得て当選を果たした。1968年には再び上院議員選挙に挑戦するも落選。1971年まで議会連絡担当次官、農業安定化と保全局(ASCS)副局長、農産物信用公社(CCC)副社長を歴任し、1972年に上院議員選挙に出馬したが落選した。翌1974年選挙では下院議員選挙に当選し復帰を果たした。
1979年11月、イスラム革命防衛隊率いる学生らが数十人の人質を取り、在イランアメリカ大使館を占拠した（イランアメリカ大使館人質事件）。当時下院議員だったハンセンは事件中勃発後イラン・テヘランに向かい、アメリカ大使館内にいる犯人グループと直接人質交渉を行おうとした。この交渉は大統領府に連絡せずに行なったものだったため、ジミー・カーター大統領は公式の交渉に支障をきたす可能性があるとしてハンセンの交渉を批判した。さらに、ジョディ・パウエル報道官は、ハンセンの行動が憲法上の三権分立に違反しするもので、人質解放を遅らせるものだと批判した。ハンセンはテヘランで数度に渡って交渉を重ねたが、人質解放には結びつかなかった。
1984年に政治資金問題で有罪判決（後述）を受けたが、同年の下院議員選挙に通算8期目を目指して出馬。民主党のリチャード・ストーリングスに約200票差で敗れた。
2014年、アイダホ州ポカテロの病院で亡くなった。

## 不祥事

### 選挙資金法違反
1974年、ハンセンが下院議員に就任して3ヶ月後、1971年選挙資金規正法に違反したとして有罪判決を受けた。同法は選挙運動に関する財政的出資の開示を要求するもので、下院議員が有罪判決を受けたのは初のことだった。連邦判事はハンセンが全ての貸付と収益を開示しなかったとして、罰金を支払うように命令した。

### 政府倫理法違反
1984年、ハンセンは政治資金のうち334,000ドルを報告していなかったため、1978年政府倫理法違反で有罪判決（懲役5-15ヶ月、罰金4万ドル）を受けた。なお同法で有罪判決を受けた下院議員はハンセンが初めてである。連邦最高裁への上告中だったが、同年の下院議員選挙に出場し落選。1986年に上告が棄却されたため、バージニア州ピーターズバークの連邦刑務所に収監された。ハンセンは刑務所でハンガーストライキを行なっていたため、半年後に仮釈放された時には約76ポンド(約34.5kg)も落ちたという。1987年4月、ハンセンは、毎月の財務報告書を作成せず、許可なくバージニア州外に旅行したことで仮釈放違反に問われた。オマハで逮捕されると、手錠をかけられ、腰と足首を鎖でつながれた状態でバージニアに移送された。その後、刑務所に収監された6ヶ月間、ハンセンは毎月の記者会見を通して無実を訴え続けた。さらに、大統領に恩赦を求めたが実現しなかった。1995年、連邦最高裁まで告訴を行なった結果、1978年政治倫理法は立法府の議員には適用されないというハンセンの主張が認められた。その結果、有罪判決が破棄され、4万ドル余りの罰金は返還された。

### 詐欺事件
1992年、ハンセンの計画した3000万ドルの投資が詐欺行為に当たるとして、有罪判決を受けて刑務所に収監された。被害者はアイダホ州内の銀行2行と200名の個人投資家であった。ハンセンは自身の政治活動の支持者が感謝の意味合いでお金を支払ったのだと主張しており、200名中約100名が宣誓供述書でハンセンの主張を認めている。検察は懲役16年を求刑していたが、これらの宣誓供述書の影響もあり懲役4年の判決が下った。裁判を担当したエドワード・ロッジ判事は、こうした宣誓供述書を踏まえ「このような盲目的な忠誠心（blind allegiance）は見たことがない。」と述べている。40ヶ月後、ハンセンは仮釈放された。

## 家族
- 妻：コニー・スー・キャンプ・ハンセン - ポカテッロ市議会議員[3]

## 選挙結果
| 年     |  | 民主党                     | 票数    | 得票率  |  | 共和党             | 票数    | 得票率  |
| ------ |  | -------------------------- | ------- | ------- |  | ------------------ | ------- | ------- |
| 1964年 |  | ラルフ・ハーディング       | 84,022  | 47.8％  |  | ジョージ・ハンセン | 91,838  | 52.2％  |
| 1966年 |  | A・W・ブラント             | 33,348  | 29.7％  |  | ジョージ・ハンセン | 79,024  | 70.3％  |
| 1974年 |  | マックス・ハンソン         | 53,599  | 44.3％  |  | ジョージ・ハンセン | 67,274  | 55.7％  |
| 1976年 |  | スタン・クレス             | 82,237  | 49.4％  |  | ジョージ・ハンセン | 84,175  | 50.6％  |
| 1978年 |  | スタン・クレス             | 60,040  | 42.7％  |  | ジョージ・ハンセン | 80,591  | 57.3％  |
| 1980年 |  | ダイアン・ビリュー         | 81,364  | 41.2％  |  | ジョージ・ハンセン | 116,196 | 58.8％  |
| 1982年 |  | リチャード・ストーリングス | 76,608  | 47.7％  |  | ジョージ・ハンセン | 83,873  | 52.3％  |
| 1984年 |  | リチャード・ストーリングス | 101,266 | 50.03％ |  | ジョージ・ハンセン | 101,133 | 49.97％ |

| 年     |  | 民主党             | 票数    | 得票率 |  | 共和党             | 票数    | 得票率 |
| ------ |  | ------------------ | ------- | ------ |  | ------------------ | ------- | ------ |
| 1968年 |  | フランク・チャーチ | 173,482 | 60.3％ |  | ジョージ・ハンセン | 114,394 | 39.7％ |

## 出版物リスト
- To harass our people: The IRS and government abuse of power, Positive Publications, (1981).
- How the IRS seizes your dollars and how to fight back, Simon and Schuster, (1981), ISBN 0-671-42795-4.